# ديفيد غراي (لاعب كرة قدم)
ديفيد غراي (بالإنجليزية: David Gray)‏ (8 فبراير 1922 في المملكة المتحدة - 17 مايو 2008 باسكتلندا في المملكة المتحدة) هو مدرب كرة قدم ولاعب كرة قدم بريطاني (وحمل سابقاً جنسية المملكة المتحدة لبريطانيا العظمى وأيرلندا) في مركز الدفاع. لعب مع بريستون نورث إيند وبلاكبيرن روفرز ودندي يونايتد ونادي دندي ونادي رينجرز.

## وصلات خارجية
- ديفيد غراي على موقع قاعدة بيانات كرة القدم.إي يو (الإنجليزية)
- ديفيد غراي على موقع قاعدة بيانات كرة القدم.إي يو (الإنجليزية)